# 伊万里バスセンター

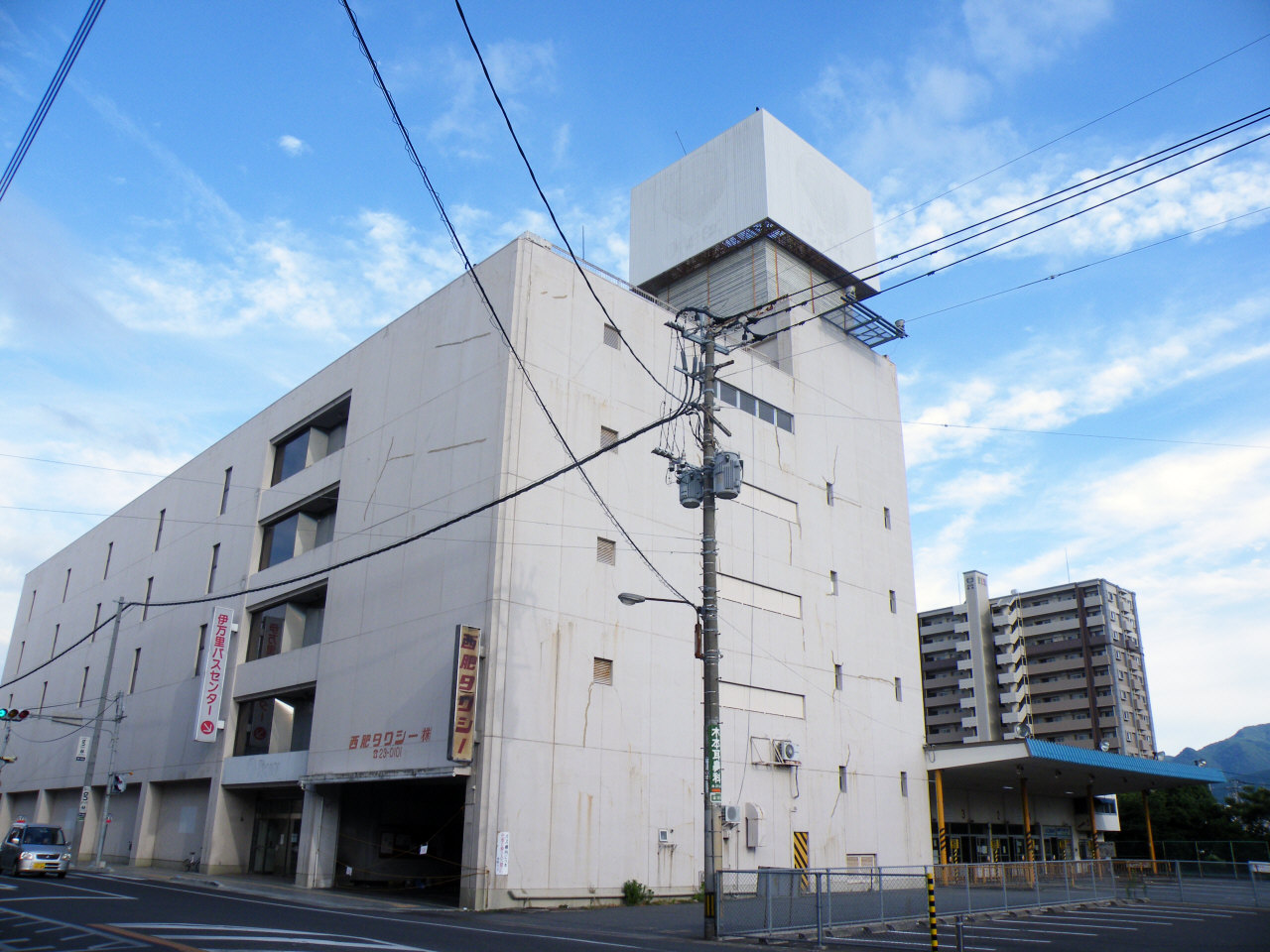
伊万里バスセンター 2009年8月31日をもって閉鎖。

伊万里バスセンター（いまりバスセンター）は、かつて佐賀県伊万里市新天町にあった西肥自動車（西肥バス）と昭和自動車（昭和バス）のバスターミナル。
JR伊万里駅北側にあったが、2009年（平成21年）8月31日をもって営業を終了し、閉鎖された。
閉鎖後は、伊万里駅前に新バス停を設置し、窓口業務は西駅舎内（松浦鉄道側）の伊万里市観光協会が行うことで対応する。
管理は西肥自動車が行っていた。
なお、バスターミナルの入っていたビルの土地と建物は2010年（平成22年）9月30日に福岡市の不動産会社へ売却されて2010年（平成22年）10月から2011年（平成23年）1月末まで解体工事が行われ、敷地の約半分は九州労働金庫伊万里支店になっている。

## 構造
鉄筋コンクリートト5階建てで敷地面積約4,000m2のビルであるが、バスセンターとしては1階西側の一部のみが使用されていた。
1974年（昭和49年）11月15日にダイエー(ユニード)伊万里店として開店して営業をしてきたが、2002年（平成14年）5月26日をもって閉店して撤退しており、以降は空き家の状態が続いていた。
のりばは頭端式で5番まであった。乗車券・定期券の発売窓口があり、西肥バスと昭和バスの自動券売機が各1台設置されていた。
トイレ・飲料の自動販売機があるが売店はない。
国道204号に面し、伊万里駅西駅舎（松浦鉄道）に駅前広場と駐車場を挟んで隣接しているが連絡通路等は特に設けられていない。

## 発着路線

### 西肥バス
佐世保方面
- 伊万里口経由佐世保バスセンター・大野・柚木・佐世保商業高校行き
- 炭山行き（休日・学休運休）

久原・松浦方面
- 松浦バスセンター行き
- 西分行き

山内方面
- 三間坂駅前行き

伊万里市内
- 市内循環「いまりんバス」（伊万里市コミュニティバス、伊万里市より西肥バスが運行受託）
- 伊万里市民病院行き
- 大川内山行き
- 波多津経由福島港・木場行き
- 市民センター経由黒川小学校・清水行き

### 昭和バス
- 高速バスいまり号（天神経由博多バスターミナル・福岡空港行き）
- 唐津大手口行き
- 武雄駅前・竹下町行き
- 畑川内経由黒川行き
- 桃川駅前・大川野宿経由立川上行き

## 周辺
- 伊万里駅
- 伊万里郵便局
- 伊万里商工会館
- ローソン伊万里駅前店
- マックスバリュ伊万里駅前店